# Susanna Kaysen
Susanna Kaysen (* 11. November 1948 in Cambridge) ist eine US-amerikanische Schriftstellerin.

## Hintergrund
Kaysen ist in Cambridge, Massachusetts, geboren und aufgewachsen. Sie ist die Tochter von Annette (geb. Neutra) und dem Ökonomen Carl Kaysen, einem Professor am MIT und ehemaligen Berater von Präsident John F. Kennedy. Ihre Familie ist jüdisch.
Ihr bekanntestes Werk ist der Bestseller Girl, Interrupted, welcher unter gleichem Titel (deutscher Titel Durchgeknallt) verfilmt wurde. In dem autobiographischen Werk erzählt die Autorin von ihren Erlebnissen während eines 18-monatigen Aufenthalts in der Psychiatrie. Kaysen litt u. a. an Depressionen und der Borderline-Persönlichkeitsstörung. Im Film wurde Susanna Kaysen von Winona Ryder verkörpert.

## Werke
- Der Mann ohne Seele, 1988
- Durchgeknallt, 1993
- Seelensprung, 1994
- Lippenbekenntnis, 2004